# 羅茲省康斯坦丁努夫
羅茲省康斯坦丁努夫是波蘭的城鎮，位於該國中部，由羅茲省負責管轄，面積26.87平方公里，海拔高度172米，2006年人口17,564。第二次世界大戰期間，納粹德國在1939年至1945年1月期間佔領該鎮。

## 外部連結
- Konstantynów Łódzki chapter （页面存档备份，存于） of the Encyclopedia of Jewish Communities in Poland, Volume I (Poland) （页面存档备份，存于）
- （页面存档备份，存于） Konstantynow Lodzki Jewish Cemetery Restoration.

51°45′N 19°20′E / 51.750°N 19.333°E